# Битва при Оранике (1448)
Первая битва при Оранике произошла во время албанско-венецианской войны 1447—1448 годов, когда Венецианская республика объединилась с Османской империей против Лежской лиги. Албанские войска разгромили османскую армию во главе с Мустафой-пашой во время битвы, и через два месяца между Албанией и Венецией был установлен мир.

## Исторический фон
В 1447 году Скандербег вступил в войну с Венецианской республикой. Венецианцы использовали дипломатическую тактику, чтобы ослабить влияние и власть Скандербега: они пытались убедить турок-османов начать вторжение в Албанию. Османы, осаждавшие Светиград, не могли отвести свои войска, чтобы сражаться в Албании: Светиград преградил им путь, а армия Скандербега стояла лагерем неподалеку. Однако после того, как крепость пала, султан мог позволить себе послать войска в Албанию.

## Прелюдия и битва
Мустафа-паша, собрав свою армию, вторгся в Албанию через Верхнюю Дибру. Под командованием Враны Конти был оставлен небольшой отряд, который был объединен с главными силами Скандербега после того, как он оставил 5000 солдат для наблюдения за Дагно. Эти силы состояли из 15 000 османских войск и 6 000 албанских войск. Противники встретились, и битва завершилась победой албанцев. Более высокий боевой дух албанцев вынудил османскую армию отступить. Албанцы преследовали турок-османов, захватив в плен главнокомандующего Мустафу-пашу.

## Последствия
Мустафа-паша потерял 3 000 человек, а также был захвачен в плен вместе с высшими османскими офицерами. Скандербег узнал от этих офицеров, что именно венецианцы подтолкнули турок-османов к вторжению в Албанию. Венецианцы, узнав о поражении, поспешили установить мир со Скандербегом. Вскоре Мустафа-паша был выкуплен турками-османами за 25 тысяч дукатов.